# إكرام كروات
إكرام كروات (بالفرنسية: Ikram Kerwat) من مواليد 18 مارس 1984 هي ملاكمة تونسية ألمانية، محترفة من باجة، تونس.

## سيرة
مارست رياضة الجودو منذ سن الرابعة، ثم أغرمت برياضة الملاكمة ومارستها منذ أن بلغت التاسعة من عمرها. بطلة العالمية في رياضة الملاكمة النسائية التي تحصلت على حزام WBU للاحتراف بإجماع القضاة بعد انتصارها على بطلة العالم الأمريكية أنجل كلادني في المباراة التي دارت بينهما بولاية فلوريدا وتحتل إكرام حاليا المرتبة 13 عالميا وحاصلة على لقب المجلس العالمي للملاكمة لسنة 2016.

## حياتها الشخصية
متزوجة ولديها طفلان وتعيش في برلين.

## الإنجازات
خاضت إكرام كروات 15 نزالا مما بوأها مرتبة جيدة بحلولها في المركز 53 عالميا، وساعدها كثيرا تعاقدها مع المانادجير روي جونس وهو أحد أبطال العالم السابقين في الملاكمة".
- بدأت إكرام كروات خوض نزالات رسمية في ألمانيا، وفي بداية مشوارها أحرزت لقب بطولة "الراين" وهي بطولة هاوية لتحتل بذلك المرتبة الثالثة في بطولة ألمانيا، وفي سن الخامسة والعشرين، انتقلت إلى برلين بهدف التركيز على حياتها المهنية، واحتلت المركز الثالث في بطولة ألمانيا سنة 2010.
- في عام 2015 دخلت عالم الاحتراف، وتحديدا في 27 فبراير عندما ظهرت لأول مرة في قاعة يونيفرسال في برلين، وذلك أمام ساندي ويبر، في نزال أوقفه الحكم منذ الجولة الأولى بعد وقت قصير من بدايته، بعد أن أقر الحكم عدم تطابق وتقارب المستوى وأعلن فوز الملاكمة الحاملة للجنسيتين التونسية والألمانية.
- في 1 أغسطس 2015، كررت كروات الإنجاز ذاته في نزال ضد البولندية دانكا كروزيك وفازت منذ الجولة الأولى بالضربة القاضية بعد دقيقة واحدة و10 ثوان.
- خاضت إكرام على مدى مشوارها الاحترافي 15 نزالا، فازت في 12 منها وانهزمت في 3 نزالات، أما أفضل ترتيب فكان حلولها في المركز 13 عام 2018.[5]

## روابط خارجية
- إكرام كروات على موقع بوكس ريك (الإنجليزية) (registration required)